# Dédeling
Dédeling (également orthographié Dedeling) est une ancienne commune française du département de la Moselle. Elle est absorbée par celle de Château-Voué en février 1981 et a le statut de commune associée jusqu'en septembre 1982.

## Toponymie
- Anciens noms[1],[2]: Dructelingas (995), Drutheringa (1121), Dedelenges (1299), Dedelinga (1306 & 1319), Dedelanges (1327), Dedlingen (1470), Dedeling (1474), Dedelinger bann (1537), Dedling (1756 & 1801), Dedeling (1793).

## Histoire
Le 1er février 1981, la commune de Dédeling est rattachée à celle de Château-Voué sous le régime de la fusion-association. Le 1er octobre 1982, le rattachement de Dédeling à Château-Voué est transformé en fusion simple.

## Démographie
| 1793 | 1800 | 1806 | 1821 | 1831 | 1836 | 1841 | 1846 | 1851 |
| ---- | ---- | ---- | ---- | ---- | ---- | ---- | ---- | ---- |
| 129  | 139  | 155  | 126  | 131  | 152  | 148  | 153  | 125  |

| 1856 | 1861 | 1872 | 1876 | 1881 | 1886 | 1891 | 1896 | 1901 |
| ---- | ---- | ---- | ---- | ---- | ---- | ---- | ---- | ---- |
| 115  | 111  | 106  | 109  | 108  | 99   | 88   | 93   | 77   |

| 1906 | 1911 | 1921 | 1926 | 1931 | 1936 | 1946 | 1954 | 1962 |
| ---- | ---- | ---- | ---- | ---- | ---- | ---- | ---- | ---- |
| 70   | 70   | 68   | 65   | 54   | 52   | 29   | 26   | 29   |

| 1968 | 1975 | - | - | - | - | - | - | - |
| ---- | ---- | - | - | - | - | - | - | - |
| 24   | 15   | - | - | - | - | - | - | - |

## Lieux et monuments
- Ferme pédagogique.